# Nederlandse kampioenschappen schaatsen afstanden 2023 - 500 meter mannen
De 500 meter mannen op de Nederlandse kampioenschappen schaatsen afstanden 2023 werd gehouden op vrijdag 3 februari 2023 in Thialf in Heerenveen. Er reden 20 deelnemers mee.
Titelhouder was Kai Verbij die de titel pakte tijdens de Nederlandse kampioenschappen schaatsen afstanden 2022, maar er dit keer niet bij was. Merijn Scheperkamp won beide omlopen en daarmee de titel en een WK-ticket. Ook Hein Otterspeer en Dai Dai N'tab behoorden tot de tijdsnelsten en mochten naar het WK. Stefan Westenbroek won het brons, maar miste het WK.

## Uitslag
| #      | Schaatser             | Tijd 1     | Tijd 2     | Punten |
| ------ | --------------------- | ---------- | ---------- | ------ |
| Goud   | Merijn Scheperkamp    | 34,61 (1)  | 34,81 (1)  | 69,420 |
| Zilver | Hein Otterspeer       | 34,91 (3)  | 35,04 (4)  | 69,950 |
| Brons  | Stefan Westenbroek    | 35,04 (5)  | 34,93 (2)  | 69,970 |
| 4      | Janno Botman          | 34,96 (4)  | 35,03 (3)  | 69,990 |
| 5      | Dai Dai N'tab         | 34,89 (2)  | 35,28 (5)  | 70,170 |
| 6      | Serge Yoro            | 35,25 (7)  | 35,34 (6)  | 70,590 |
| 7      | Mika van Essen        | 35,33 (9)  | 35,43 (7)  | 70,760 |
| 8      | Gijs Esders           | 35,27 (8)  | 35,51 (10) | 70,780 |
| 9      | Tijmen Snel           | 35,36 (11) | 35,47 (9)  | 70,830 |
| 10     | Joep Wennemars        | 35,34 (10) | 35,54 (11) | 70,880 |
| 11     | Rem de Hair           | 35,58 (15) | 35,46 (8)  | 71,040 |
| 12     | Mats Siemons          | 35,58 (14) | 35,57 (12) | 71,150 |
| 13     | Joost van Dobbenburgh | 35,73 (16) | 35,93 (14) | 71,660 |
| 14     | Jim Dhore             | 35,79 (17) | 35,91 (13) | 71,700 |
| 15     | Thomas Geerdinck      | 35,97 (19) | 36,14 (15) | 72,110 |
| 16     | Pim Stuij             | 36,09 (20) | 36,16 (16) | 72,250 |
| 17     | Sebas Diniz           | 35,46 (12) | DQ         | 35,460 |
| 18     | Thomas Krol           | 35,16 (6)  |            | 35,160 |
| 19     | Kayo Vos              | 35,58 (13) |            | 35,580 |
| 20     | Armand Broos          | 35,87 (18) |            | 35,870 |

1987 · 
1988 · 
1989 · 
1990 · 
1991 · 
1992 · 
1993 · 
1994 · 
1995 · 
1996 · 
1997 · 
1998 · 
1999 · 
2000 · 
2001 · 
2002 · 
2003 · 
2004 · 
2005 · 
2006 · 
2007 · 
2008 · 
2009 · 
2010 · 
2011 · 
2012 · 
2013 · 
2014 · 
2015 · 
2016 · 
2017 · 
2018 · 
2019 · 
2020 · 
2021 · 
2022 · 
2023 ·
2024 · 
2025